# Erica (género)
- Commons
- Wikispecies

Erica L. é um género botânico pertencente à família Ericaceae.

## Sinonímia
| - Blaeria L. - Ericinella Klotzsch - Mitrastylus Alm et T.C.E. Fr. | - Pentapera Klotzsch - Philippia Klotzsch |

## Espécies
Existem mais do que 700 espécies deste género. A grande maioria é endémica da África do Sul e são chamadas vulgarmente urzes do Cabo. As restantes cerca de 70 espécies são naturais de outras partes de África, da área mediterrânica e da Europa. Entre as quais:
- Urze, Erica arborea - Arbusto que atinge até 3 m, nativo da zona mediterrânea até às montanhas tropicais de África. Com as suas raízes fazem-se cachimbos. Possui folhas verticiladas. As flores brancas, aromáticas, em panículas piramidais são usadas em perfumaria. Também chamada estorga, queiroga, torga, torgo ou urze-branca.
- Queiró, Erica ciliaris - Subarbusto de até 80 cm, nativo da Europa ocidental, de folhas verticiladas, flores purpúreas, em cachos espiciformes, e frutos capsulares. Também chamada carapaça.
- Queiró, Erica umbellata.
- Erica cinerea - Subarbusto de até 60 cm, nativo da Europa, com ramos cinzentos, folhas lineares, verticiladas, flores vermelho-violáceas, e cápsulas glabras.
- Erica tetralix
- Torga, Erica lusitanica
- Urze-das-vassouras, Erica platycodon - espécie endémica da ilha da Madeira, Açores e Canárias
- Urze-rasteira, Erica maderensis -  espécie endémica da ilha da Madeira
- Urze, Erica Azorica - espécie endémica do Arquipélago dos Açores

## Classificação do gênero
| Sistema | Classificação                     | Referência               |
| ------- | --------------------------------- | ------------------------ |
| Linné   | Classe Octandria, ordem Monogynia | Species plantarum (1753) |